# Scoglio Riso
Lo scoglio Riso (in croato Školjić) è uno scoglio disabitato della Croazia, situato lungo la costa occidentale dell'Istria, a nord del canale di Leme.
Amministrativamente appartiene al comune di Fontane, nella regione istriana.

## Geografia
Lo scoglio Riso si trova poco a sud di punta Fontane (Grgetov rt), a nordovest di punta Sippera (Mićelov rt) e a ovest delle insenature di uvala Vršipera e di val Fornasina (uvala Frnažina). Nel punto più ravvicinato, dista 50 m dalla terraferma (sudest di punta Fontane).
Riso è uno scoglio trapezoidale, con la base maggiore che punta verso nordovest, che misura 115 m di lunghezza e 105 m di larghezza massima. Ha una superficie di 8707 m² e uno sviluppo costiero di 0,369 km.

### Isole adiacenti
- Scoglio Reverol (hrid Reverol), piccolo scoglio situato 950 m a ovest-nordovest di Riso, che ha una superficie di 1300 m²[3]. (45°10′28.8″N 13°34′42.3″E)
- Revera (Veli Školj), isolotto situato 600 m a nordovest di Riso.
- Tufo (Tuf), scoglio tondo posto 555 m a sud di Riso.
- Tondo Piccolo (Tovarjež), scoglio situato 720 m circa a sudovest di Riso.
- Tondo Grande (Gusti Školj), isolotto tondo posto 930 m circa a sudovest di Riso.

### Cartografia
- (HR) Mappa topografica della Croazia 1:25000, su preglednik.arkod.hr.